# Estêvão (conde dos assuntos militares)

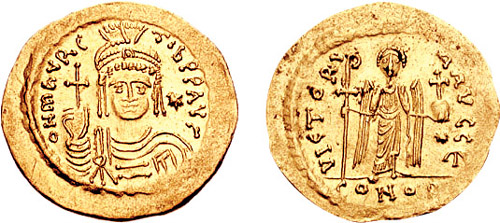
Soldo de Maurício r.

Estêvão (em grego: Στέφανος; romaniz.: Stéphanos) foi um oficial bizantino do século VI, ativo durante o reinado do imperador Maurício (r. 582–602). Originalmente teria servido como guarda-costas, possivelmente na posição de excubitor, do imperador Tibério II (r. 574–582).
Em 585, esteve ativo no Oriente, onde participou numa expedição liderada pelo general Filípico contra o Império Sassânida. Na primavera do mesmo ano, quando Filípico adoeceu, ele e Apsique receberam o comando do exército. Teofilacto Simocata afirma que Estêvão era um tribuno, alegação contestada pelos autores da Prosopografia, que consideram-no um conde dos assuntos militares ou mesmo um duque.
Os autores da Prosopografia consideram a possibilidade de associá-lo com o "Estêvão, o Capitão" que teria lutado na Batalha de Solacão do verão de 586. Se sabe pelo relato de Simocata que este indivíduo, desobedecendo as ordens que lhe foram dadas, tomou parte duma ação que virou a batalha decisivamente para os bizantinos.